# ソーサー

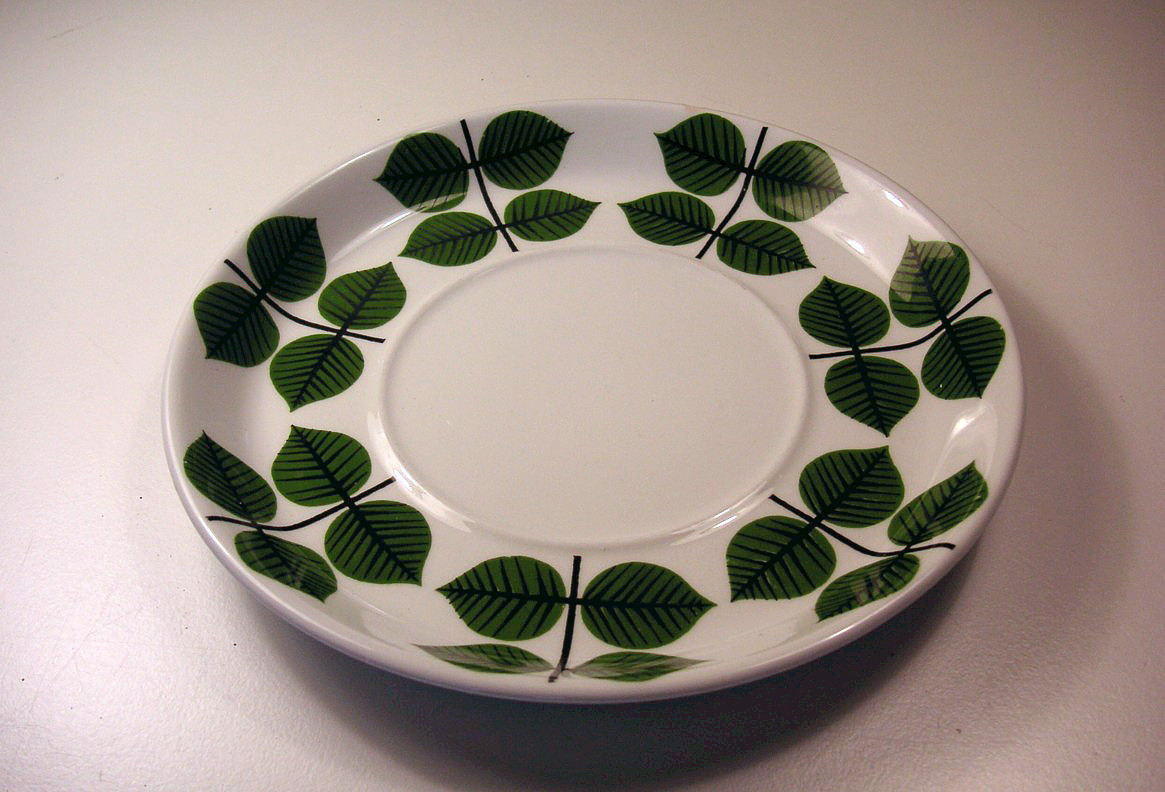
ソーサー

ソーサー（英語: saucer）は、カップの下に置かれる受け皿のこと。洋食器では本来、マグカップを除く全てのカップにソーサーが付属する。
材質は陶器や磁器が多いが、ステンレス、鉄、銅、ピューター、真鍮、アルミなどの金属製や木製も存在する。

## 形状の変化
西欧にコーヒーや紅茶が入ってきた頃は、コーヒー用と紅茶用の区別は特にされておらず、カップと同様ソーサーも小型であった。これは当時、紅茶やコーヒーが高価であったことが関係していたとされる。したがって、使用するポットもカップやソーサーと同様に小型であったと言う。
また、カップの中身をソーサーに移してから飲むという習慣があったために、この頃のソーサーはその口径の割に深さがあるという構造を持っているのが特徴であり、ソーサーに液体を溜めやすいようになっていた。
なお、ソーサーと類似のものとして、コースターがあるものの、こちらは液体を溜めるような使い方はしない。
後にソーサーに移してから飲むという習慣がなくなったために、ソーサーはあまり深さを必要としなくなった。またカップの容量増大に伴い、ソーサーもまた大型化するようになる。

## コーヒー用と紅茶用の区別

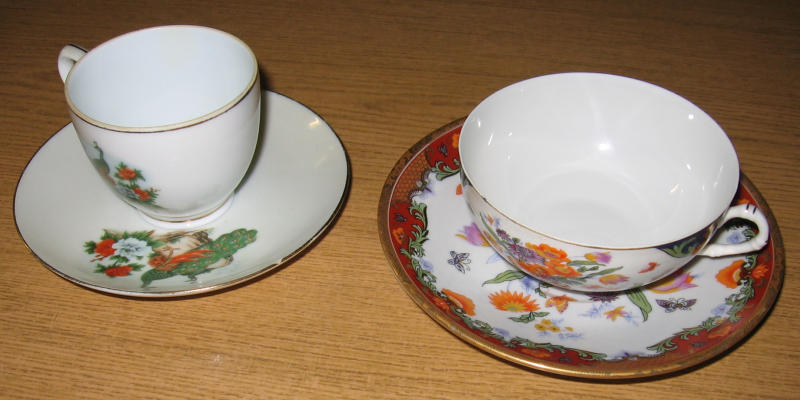
カップとセットになったコーヒー用ソーサー（左）と紅茶用ソーサー（右）

元々コーヒーカップとティーカップが区別されていなかったのは、先述の通りである。
ところで、紅茶は高温の水（熱湯）で抽出しないと良い味にはならないとされるため、紅茶は基本的に非常に熱い状態で出来上がるので、カップの口径を大きくし、紅茶の液面付近の温度が下がりやすいようにした。しかしながらこの場合カップの重量が増加するため、カップの高さを低くすることで容量を減らしたため、紅茶用のカップは一般的にコーヒー用のカップよりも扁平になっていった。
対して、コーヒーは紅茶ほど高温の水で抽出しなくても味に変化がないとされるために、紅茶よりは低い温度で出来上がる飲み物なので、カップの口径を小さくしてコーヒーの液面付近の温度が下がりにくいようにし、コーヒー全体も冷めにくいようにした。あとはカップの高さを高くすることで容量を増やしたため、コーヒー用のカップは、一般的に紅茶用のカップよりも背が高くなっていった。
また、コーヒーは基本的に濃い飲み物であるため、本来は大量に飲むべき飲料ではない。したがって紅茶用のカップよりもコーヒー用のカップの方が、容量が小さい傾向にある。
このような理由で、当初はコーヒー用と紅茶用の区別が特になかったものが、次第に区別されていった。
こうして、コーヒーカップにはそれ用のソーサーがセットになっており、ティーカップにもそれ用のソーサーがセットになったのである。
別売り用にソーサー単体で売っているものもあるが、セットと異なり、溝が入っていないことが多い。